# Константиново (Костромський район)
Константиново (рос. Константиново) — присілок в Костромському районі Костромської області Російської Федерації.
Населення становить 21 особу. Входить до складу муніципального утворення Кузьмищенське сільське поселення.

## Історія
У 1936-1944 року населений пункт перебував у складі Ярославської області. Від 1944 належить до Костромської області.
Від 2007 року входить до складу муніципального утворення Кузьмищенське сільське поселення.

## Населення
| 2008 | 2010 | 2014 |
| ---- | ---- | ---- |
| 20   | ↘18  | ↗21  |